# Jeanette Myburgh
Jeanette Evelyn Myburgh, född 16 september 1940, är en sydafrikansk före detta simmare.
Myburgh blev olympisk bronsmedaljör på 4 x 100 meter frisim vid sommarspelen 1956 i Melbourne.